# Голен
Голен (на гръцки: Γκόλεν, Голен, Γκόλονα, Голона, Κολώνα, Колона) е планина в Берско и Катеринско, Гърция. Планината е североизточното продължение на Фламбуро (Пиерия) и е висока 1210 m.

## Описание
Планината е разположена в южната част на Берско и е североизточното продължение на Фламбуро (Пиерия), от която е отделена от седловината/прохода Профитис Илияс (780 m) и срещуположно течащите потоци Мелисопетра (Вихорос, Платанолакос, приток на Бистрица) и Месопотамос (приток на Пелекас). На север хълмистият край на планината се простира до Вергина (120 m), а на запад склоновете му завършват при река Бистрица. На някои карти планината е дадена като част от Фламбуро. Някои български карти наричат двете планини Камбуница.
Скалите ѝ са офиолити.
Проломът на Бистрица е включен в мрежата от защитени зони „Натура 2000“ (1210002) и е обявен за орнитологично важно място (042). Скалите на пролома около Берския манастир са удобни за скално катерене.
Изкачването до върха може да стане от точка (1050 m) на планинския път Елафина (Спулрита, 880 m) – Сфикия (Восово, 610 m) за около 1,5 часа.
| Име                    | Име                                       | Височина        | Местоположение                                       |
| ---------------------- | ----------------------------------------- | --------------- | ---------------------------------------------------- |
| Голен                  | Κολώνα, Γκόλεν, Γκόλονα                   | 1210 m          | ЮЗ от Елафина (Спорлита), ЮИ от Полидендро (Куково)  |
| Гуртиотис              | Γκουρτιώτης                               | 1040 m          | СИ от Сфикия (Восово), Ю от Полидендро (Куково)      |
| Елафина                | Ελαφίνα                                   | 1141 m          | И от Сфикия (Восово), Ю от Елафина (Спорлита)        |
| Скурта, Кондовуни      | Κοντοβούνι, Σκούρτα                       | 1060 m          |                                                      |
| Дудумарка, Лулудотопос | Λουλουδότοπος, Ντουντουμάρκα, Δουδουμάρκα | 1080 m          | ЮИ от Полидендро (Куково)                            |
| Моцарис, Мавропетрес   | Μοτσάρης, Μαυρόπετρες                     | 1060 m – 1022 m | И от Сфикия (Восово)                                 |
| Николакия              | Νικολάκια                                 | 1018 m          | ЮЗ от Елафина (Спорлита), ЮИ от Полидендро (Куково)  |
| Палиокастро            | Παλιόκαστρο, Παληόκαστρο                  | 1005 m          |                                                      |
| Пещерия                | Πεστεριά                                  | 1140 m          | И от Сфикия (Восово)                                 |
| Платидромос            | Πλατύδρομος                               | 1083 m          |                                                      |
| Тумба Петрас           | Τούμπα Πέτρας                             | 1029 m          |                                                      |
| Тумба, Джука, Цума     | Τσούμα, Τζούκα                            | 1144 m          | СЗ от Мосхопотамос (Дранища)                         |
| Алонаки                | Αλωνάκι                                   | 800 m           | И от Сфикия (Восово)                                 |
| Барес, Врохонера       | Βροχόνερα, Μπάρες                         | 806 m           | С от Харадра (Братинища) и СИ от Полидендро (Куково) |
| Дамаскиния             | Δαμασκηνιά                                | 900 m – 860 m   | СЗ от Елафина (Спорлита)                             |
| Дистой, Дидимос Лофос  | Δίδυμος Λόφος, Ντιστόϊ                    | 941 m           | С от Елафина (Спорлита), И от Полидендро (Куково)    |
| Кандили                | Καντήλι, Κανδήλι                          | 890 m           | С от Мосхопотамос (Дранища) и СИ от Каталония        |
| Карута                 | Καρούτα                                   | 800 m           |                                                      |
| Катапори, Като Вигла   | Καταπώρι, Κάτω Βίγλα                      | 960 m           |                                                      |
| Копацина               | Κοπατσίνα                                 | 850 m           | ЮИ от Елафина (Спорлита)                             |
| Бара, Лекани, Карути   | Λεκάνη, Καρούτι, Μπάρα                    | 950 m           | СИ от Елафина (Спорлита), ИСИ от Полидендро (Куково) |
| Палиохерона            | Παλιοχέρωνα                               | 960 m           | ЮИ от Елафина (Спорлита)                             |
| Кутлос, Папус          | Παππούς, Κουτλός                          | 939 m           | ЮИ от Харадра (Братинища)                            |
| Моцара, Потистрес      | Ποτίστρες, Μοτσάρα                        | 952 m           | С от Мосхопотамос (Дранища) и СИ от Каталония        |
| Профитис Илияс         | Προφήτης Ηλίας                            | 932 m           |                                                      |
| Профитис Илияс         | Προφήτης Ηλίας                            | 883 m           |                                                      |
| Скалес                 | Σκάλες                                    | 900 m – 820 m   |                                                      |
| Туфа                   | Τούφα                                     | 920 m – 800 m   | СИ от Сфикия (Восово), Ю от Полидендро (Куково)      |
| Цанос Рахи             | Τσάνος Ράχη                               | 800 m           |                                                      |
| Цумес                  | Τσούμες                                   | 906 m           | И от Харадра (Братинища)                             |
| Факистрес              | Φακίστρες                                 | 780 m           | И от Харадра (Братинища)                             |